# Łabysówka
Łabysówka, także Labesówka, Przysłop – szczyt w Grupie Pilska w Beskidzie Żywiecko-Orawskim. Znajduje się w dolnej części długiego, północnego grzbietu masywu Pilska biegnącego poprzez Skałkę, Gawory, Malorkę, Uszczawne i przełęcz Przysłopy do Łabysówki. Grzbiet ten nie kończy się na Łabysówce, lecz ciągnie się dalej poprzez Krzyżową aż do kotliny w Jeleśni. W masyw Łabysówki wcinają się doliny kilku potoków: Lisie Dziury, Durajowy, Miodowiec.
Łabysówka w większości porośnięta jest lasem. Dawniej jednak była znacznie bardziej bezleśna. Na zdjęciach lotniczych mapy Geoportalu widoczne są liczne już porośnięte lasem lub samorzutnie zarastające lasem dawne polany i pola uprawne. Nadal jednak jest jeszcze kilka polan, m.in. są to polany Piekło, Przysłop i Łobysówka. Inne nie mają już nazwy. Jedna z nich z opuszczonym domem znajduje się na samym szczycie Łabysówki.
Państwowy rejestr nazw geograficznych i mapy Geoportalu podają nazwę Łabysówka Jest to nazwa poprawna, pochodząca od góralskiego nazwiska Łabys. Na mapach austriackich i późniejszych polskich podawana była błędna nazwa Lebesówka, później nieco poprawniej Łobysówka.
Szczyt i północne stoki Łabysówki należą do wsi Krzyżowa, wschodnie i południowe do Korbielowa, zachodnie do Sopotni Wielkiej, wszystkie w województwie śląskim, w powiecie żywieckim, w gminie Jeleśnia. Przez Łabysówkę poprowadzono kilka szlaków turystycznych.

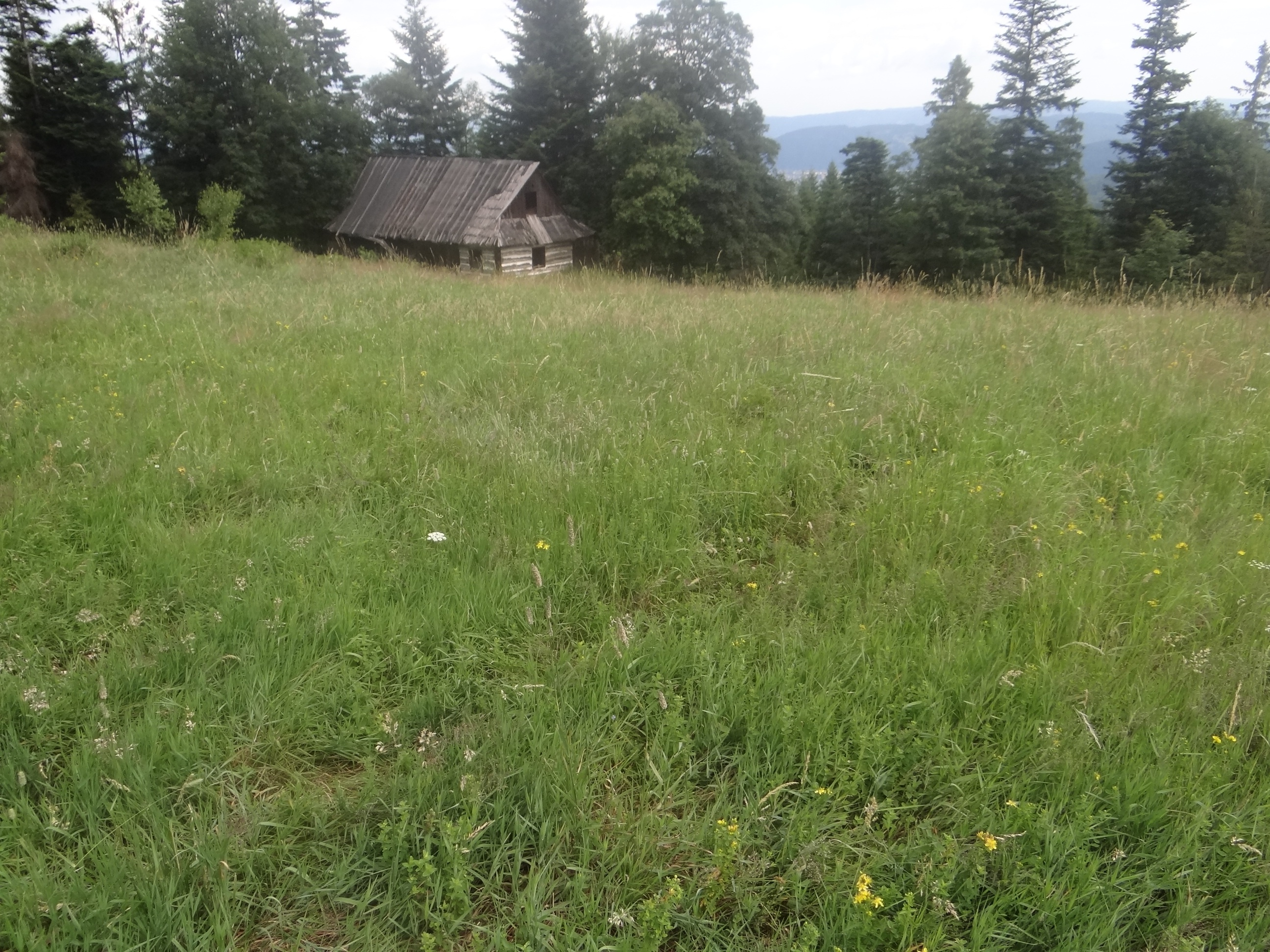
Polana na szczycie Łabysówki (2012 r.)

## Szlaki turystyczne
Korbielów – Łabysówka – przełęcz Przysłopy – Sopotnia Wielka
 Korbielów – polana Piekło – przełęcz Przysłopy
 Krzyżowa (poczta) – Łabysówka – przełęcz Przysłopy – Hala Uszczawne – Hala Malorka – Gawory (skrzyżowanie ze szlakiem zielonym na Pilsko)